# Jonatan Valdivia
Jonatan Valdivia González (1 de septiembre de 1993, Guadalajara, Jalisco) es un futbolista mexicano. Juega de mediocampista y su club actual es el Jaguares Jalisco, de la Liga de Balompié Mexicano, una competición alternativa del fútbol de ese país.

## Trayectoria
| Club                                  | País   | Año         | Partidos | Goles |
| ------------------------------------- | ------ | ----------- | -------- | ----- |
| Necaxa                                | México | 2013 - 2016 | 35       | 1     |
| Atlético Estado de México Fútbol Club | México | 2017        | 14       | 3     |
| Irapuato                              | México | 2017 - 2018 | 43       | 7     |
| Zacatepec                             | México | 2018 - 2019 | 11       | 2     |
| Jaguares Jalisco                      | México | 2020 -      |          |       |